# Conte di Wharncliffe
Conte di Wharncliffe è un titolo nobiliare inglese nella Parìa del Regno Unito.

## Storia

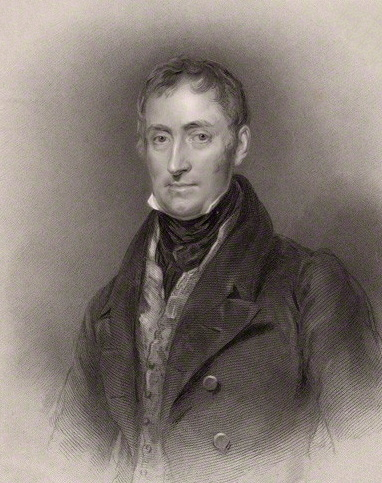
James Stuart-Wortley,
I barone Wharncliffe

Il titolo venne creato nel 1876 per Edward Montagu-Stuart-Wortley-Mackenzie, III barone Wharncliffe. Questi era discendente di Edward Wortley Montagu (nipote di Edward Montagu, I conte di Sandwich,) e di sua moglie, l'autrice lady Mary Wortley Montagu. La loro figlia, Mary, sposò il futuro primo ministro John Stuart, III conte di Bute (vedi Marchese di Bute). Il loro figlio secondogenito, James, succedette nelle possessioni dei Wortley nello Yorkshire ed in Cornovaglia attraverso la madre ed assunse anche il cognome di Wortley. Nel 1803 ereditò anche le residenze scozzesi da suo zio James Stuart-Mackenzie, aggiungendo anche il cognome di Mackenzie. Il suo figlio secondogenito, James fu un militare e noto politico Tory. Nel 1826 venne elevato nella Parìa del Regno Unito al titolo di Barone Wharncliffe, di Wortley nella contea di York.
Gli succedette suo figlio primogenito, John, II barone, che fu parlamentare per le costituenti di Bossiney, Perth e per il West Riding dello Yorkshire alla camera dei comuni. Alla sua morte i titoli passarono al suo primogenito, il III barone, il quale fu consigliere della Manchester, Sheffield and Lincolnshire Railway, che sotto la sua leadership divenne poi la Great Central Railway. Nel 1876 venne creato Visconte Carlton, di Carlton nel West Riding della Contea di York, e Conte di Wharncliffe, nel West Riding della Contea di York, con possibilità di trasmissione anche a suo fratello Francis Dudley Stuart-Wortley-Mackenzie (1829–1893). Questi titoli vennero riconosciuti nella Parìa del Regno Unito. Nel 1880 lord Wharncliffe assunse anche il cognome di Montagu. Gli succedette (nella vicecontea e nella contea) suo nipote Francis, il II conte. Questi era figlio primogenito di Francis Dudley Stuart-Wortley-Mackenzie. Questa linea della famiglia si estinse alla morte del nipote di questi, il IV conte, nel 1987. All'ultimo conte succedette il cugino di secondo grado, il V ed attuale conte, Richard Alan Montagu-Stuart-Wortley, nato a Portland, nel Maine, Stati Uniti. Questi è figlio di Alan Ralph Montagu-Stuart-Wortley, unico figlio di Ralph Montagu-Stuart-Wortley, unico figlio di Ralph Granville Montagu-Stuart-Wortley, fratello minore del II conte.
La sede della famiglia fu Wortley Hall ma l'attuale conte non l'ha ereditata (attualmente è di proprietà di lady Rowena Montagu Stuart Wortley Hunt, figlia secondogenita del IV conte).

## Baroni Wharncliffe (1826)
- James Archibald Stuart-Wortley-Mackenzie, I barone Wharncliffe (1776–1845)
- John Stuart-Wortley-Mackenzie, II barone Wharncliffe (1801–1855)
- Edward Montagu Stuart Granville Montagu-Stuart-Wortley-Mackenzie, III barone Wharncliffe (1827–1899) (creato Conte di Wharncliffe nel 1876)

## Conti di Wharncliffe (1876)
- Edward Montagu Stuart Granville Montagu-Stuart-Wortley-Mackenzie, I conte di Wharncliffe (1827–1899)
- Francis John Montagu-Stuart-Wortley-Mackenzie, II conte di Wharncliffe (1856–1926)
- Archibald Ralph Montagu-Stuart-Wortley-Mackenzie, III conte di Wharncliffe (1892–1953)
- Alan James Montagu-Stuart-Wortley-Mackenzie, IV conte di Wharncliffe (1935–1987)
- Richard Alan Montagu-Stuart-Wortley, V conte di Wharncliffe (n. 1953)

L'erede apparente è il figlio dell'attuale detentore del titolo, Reed Montagu-Stuart-Wortley, visconte Carlton (n. 1980).